# Culture des céréales dans les années 1920
Cet article présente l'histoire de la culture des céréales dans les années 1920.

## Années 1920
Après la guerre de 14-18, lorsque les États européens ont repris leur production normale, les cours mondiaux ont chuté. Ainsi, {citation|à partir d'un pic de 2,85 dollars par boisseau en septembre 1920, le prix du blé a commencé une lente baisse, jusqu'à moins d'un dollar le boisseau à la fin de 1923. Cette fin de la stabilité des prix de 1919-1920 a confirmé l'agriculteur dans ses soupçons envers le marché privé.
Le Canada résiste à cette chute grâce au Pool du blé canadien, qui assure la moitié des exportations de céréales dans le Monde en 1925, avant de céder un peu de terrain à l'Australie lors de la seconde moitié des années 1920. C'est surtout au cours de la première moitié des années 1920 que le géant Canadien progresse : il fait plus que doubler sa part de marché. Au Canada, une lutte très âpre oppose alors les partisans de l'intervention inconditionnelle de l'État à ceux qui croient beaucoup plus à l'efficacité d'un système libre et privé.
Aux États-Unis, pays à régime libéral, vingt-cinq ans de tâtonnements des expériences d'économie dirigée ont caractérisé l'intervention de l'État dans ce domaine de la commercialisation des céréales, avec des succès mitigés jusqu'à la Seconde Guerre mondiale pendant laquelle le dirigisme l'emporte nettement.
Les grands intermédiaires coopératifs ou privés qui sont montés en puissance pendant la Première Guerre mondiale doivent alors gérer la surproduction. Le marché mondial est en effet marqué par la rationalisation du commerce par de vastes coopératives qui ont imposé une classification simple des espèces et simplifié le transport et la distribution. La « Canadian Cooperative » faisait les cinq septièmes de l'exportation du Canada, la coopérative Marketing Policy est puissante en Australie. En Argentine, une maison de négoce française et une autre belge font 60 % à 70 % des exportations.

#### Krach du début des années 1920
Parmi les expériences d'économie planifiée de la Première Guerre mondiale, la création du Board of Grain Commissioners en 1912, remplacé en 1917 par le Board of Grain Supervisors, qui possédait un monopole sur l'achat de blé lui permettant de fixer des prix uniformes dans le pays, sur un marché jusque-là dominé par la Canadian Pacific Railway et les grandes firmes de négoce du Winnipeg Grain Exchange. Ces géants négociaient les prix du blé en position de force, contraignant les agriculteurs à accepter des baisses importantes. Mais dès la dissolution de la Commission des superviseurs, le prix du blé chute de près des deux tiers en trois ans, de 2,85 dollars le boisseau en 1920 à moins d'un dollar à la fin 1923, dans le contexte général de baisse des prix du blé du début des années 1920.
Des coopératives d'achats, créées sur le modèle de l'United Grain Growers de 1906, avec des subventions publiques, échouent à enrayer cette chute des prix puis sont emportées par la crise de 1929. Le gouvernement fédéral canadien décide alors de ressusciter le Board of Grain Commissioners de la Première Guerre mondiale : il fonde en 1935, la Commission canadienne du blé. Basée à Winnipeg (Manitoba), elle a pour mission d'égaliser les conditions de concurrence et commercialisation pour tous les producteurs issus des « Prairies » : Alberta, Saskatchewan, Manitoba et une partie de la Colombie-Britannique. Les 75 000 céréaliculteurs recevaient un paiement intérimaire et un paiement final qui dépendait des prix et des ventes totaux. En 1943, la Loi sur les mesures de guerre oblige les céréaliers à adhérer à la Commission, chargée du contrôle des prix de nombreuses autres grandes cultures : maïs, tournesol, etc.

#### Pool canadien du blé, prix garantis et stockage démocratisé
En 1919, une commission est créée pour commercialiser la récolte de blé de l'année, qui semblait plus difficile du fait de la fin de la guerre. Le port de Montréal atteint un fret de trois millions de tonnes en 1919. Ensuite, même si le gouvernement n’avait envisagé cette Commission qu’à titre de mesure de guerre, les agriculteurs demandent au début des années 1920 le rétablissement de cet organisme de commercialisation.
À partir de l'automne de 1922, les fermiers canadiens se groupent en organisations fédérant leurs coopératives, d'Alberta, du Saskatchewan et du Manitoba, qui forment à l'automne de 1924 la « Canadian Cooperative Wheat Producers Ltd », appelé aussi Pool canadien du blé, afin de tirer parti en commun de leur poids sur le marché. Selon l'économiste et sociologue québécois Esdras Minville, qui aida plus tard à fonder plusieurs coopératives dans la province de Québec, le fonctionnement du pool du blé montre comment la coopération peut être un outil extrêmement sûr et efficace dans le développement économique. La Central Selling Agency, organisme central, est fondée par trois entreprises de stockage de céréales, un pour chacune des trois provinces céréalières de l'ouest, qui fédèrent quasiment toutes les coopératives et mettent en commun leurs contacts, afin de mieux exporter leur blé et recourir à des emprunts bancaires. Le Pool canadien du blé devient un acteur redouté par sa force de frappe sur le marché mondial, et parfois considéré comme un cartel, grâce à des capacités énormes de stockage et de transport. Le Pool canadien du blé regroupe 140 000 adhérents, commercialise au milieu des années 1920 de 51 % à 53 % des récoltes, puis 70 % en 1929, qui près lui-même la moitié du commerce mondial du blé dès 1925. Pool Canadien du Blé vend sur les Bourses aux grains de Winnipeg et Calgary mais surtout sur les marchés étrangers, les deux-cinquièmes des exportations passant entre ses mains. La part de l'Angleterre dans les exportations de blé canadiennes passe de 89 % en 1909 à 72 % en 1925 et 59 % en 1931. Les États-Unis sont de leur côté évincés du marché, leur part chutant dès le début des années 1920 : de 1920 à 1929, le Canada fournit 63 % des exportations du blé en provenance de l'Amérique du Nord. Le « Pool » est solidement soutenu politiquement : John Archibald Maharg, président de la Saskatchewan Grain Growers' Association est dès 1921, ministre provincial de l'agriculture. et lors de l'élection générale albertaine de 1921, l'United Farmers of Alberta fait élire 38 députés sur 45 présentés, formant un gouvernement majoritaire qui chasse le Parti libéral de l'Alberta du pouvoir.
Le Pool canadien du blé met aussi en avant une participation des fermiers aux élections pour ses instances de direction. Le Pool canadien du blé signe avec le fermier un contrat sur cinq ans qui permet à ce dernier de préfinancer sa récolte via un paiement initial, le complément étant assuré en fonction de l'État du marché. Du coup, le fermier bénéficie d'un prix garanti sur une partie de son offre. Le Pool Canadien du Blé a rapidement contrôlé la moitié des silos-élévateurs à grains, de l'ouest canadien et permis d'étaler la vente des récoltes sur toute l'année, voire d'imposer un bras de fer aux importateurs dans les moments de faiblesse. Certains auteurs estiment qu'ils n'ont pas obtenu de prix plus élevés que ceux du marché à terme mais c'est déjà un succès pour leurs 140 000 membres habitués jusque là à recevoir beaucoup moins que les négociants et spéculateurs : ils deviennent copropriétaires de silos à grande échelle. Le PIB du Canada est alors stimulé par une augmentation rapide des exportations, qui passent de 3,5 milliards de dollars en 1921 à 6,1 milliards en 1929. En 1926, le blé devint la première source du commerce extérieur et assure plus de 71 % des revenus de la population des Prairies.
Le Pool canadien du blé va inspirer le développement des coopératives dans d'autres pays, en France dès 1924, puis les systèmes de prix garantis de la seconde partie du XXe siècle. Revers de la médaille, ce sont les contribuables qui se répartissent les pertes : dès 1930, les pools connurent un déficit de 24,3 millions de dollars canadiens et les gouvernements provinciaux couvrirent le déficit. L'assurance d'un prix garanti et l'espoir de versements additionnels amène les producteurs à ne considérer que le marché contrôlé et se lancer dans la surproduction. La grande crise de 1929 voit leurs revenus agricoles diminuer de 94 % entre 1929 et 1933 alors que l'accumulation des stocks à partir de 1924 aurait pu laisser entrevoir la gravité du problème. Le prix du blé tomba à seulement 42 cents le boisseau en 1932 mais les superficies emblavées restèrent à la hausse. Les revenus des producteurs passèrent de 441 millions de dollars canadiens en 1928 à 90 millions en 1931, 109 millions en 1933 et 142 millions en 1935, soit trois fois moins qu'en 1928.

#### Création de l'AGPB, ferment du mouvement coopératif céréalier en France
Au lendemain de la Première Guerre mondiale, le contrôle des importations devient le levier principal de la politique céréalière nationale. L'Association des producteurs de blé des régions Nord et parisienne(APBRNP) fédère 13 départements parmi les plus gros producteurs de blé qui pèsent 31 % des récoltes françaises et devient l’Association générale des producteurs de blé (AGPB) en mai 1924. Ses fondateurs sont fortement engagés dans des actions techniques : René Aubergé, premier président de l’AGPB (1924-1926), Georges Rémond, deuxième président de l'AGPB (de 1927 à 1934), comme Pierre Hallé, premier secrétaire de l'AGPB, sont tous trois d’anciens élèves de l'Institut national agronomique, facilitant ainsi les relations de travail avec les responsables des Services agricoles dans les départements. L'AGPB est animée par des agriculteurs issus de régions agricoles plutôt favorisées, et se pose en porte-parole de grandes exploitations, où la main-d’œuvre agricole est une part importante des coûts de production. La multiplication des fraudes amène l'AGPB à proposer au ministère de l'Agriculture d'assurer, sous sa tutelle, l'organisation du contrôle de ces fraudes.
Après une récolte record en 1929, les stocks de blé s'accumulent, causant la chute des cours. L'AGPB s'engage avec quelques coopératives céréalières proches de sa mouvance dans une action d'exportation directe de blé, renforçant sa crédibilité auprès des pouvoirs publics. De 1928 à 1935, le nombre de coopératives céréalières passe de 74 à 650. Les responsables locaux des coopératives sont souvent membres de l'AGPB et le mouvement coopératif céréalier participe statutairement à 20 % du budget de AGPB.

#### Projet d'union douanière européenne dans les années 1920
Les pays européens se placent de nouveau à l'abri d'union douanière dans les années 1920 et deviennent autosuffisants. Louis Loucheur, ministre français du Commerce et de l'Industrie siège au « comité économique Pan-Europe » et veut une « identité économique européenne », gage d'un renforcement du vieux continent face aux États-Unis. En 1927, il anime les travaux de la Conférence économique de Genève puis participe en 1930 à la conférence de l'Union douanière de Paris.
Dès avril 1924, un comité international est mis sur pied par Edgar Stern-Rubarth, qui deviendra directeur de l'Agence Continentale à partir de mai 1925. Son appel en ce sens, relayé par Charles Gide, Norman Angell et l'économiste hongrois Elemér Hantos, ancien secrétaire d'État dans son pays, ce qui se traduit rapidement par la création de sections locales dans 19 pays. La section française réunit des personnalités liées à l'Union Paneuropéenne, comme Aristide Briand, Louis Loucheur ou Édouard Herriot. Présidée par Charles Gide et Elemér Hantos, la direction de ce mouvement, qui se dénomme l'Union douanière, publie des revues en Allemagne, en France et aux Pays-Bas.
Le projet de cette « l'Union douanière », régionale, entre la France, l’Allemagne et les pays voisins, doublée d'une Union douanière en Europe centrale, fait baisser les prix des quatre "nouveaux pays" exportateurs de céréales, Australie, Argentine, Canada et États-Unis, qui sont les plus visés.

#### Pénurie de riz en Asie après la Première Guerre mondiale et lobby birman
Après la Première Guerre mondiale, des émeutes causées par le prix élevé du riz ont lieu en Malaisie en juin 1919 en raison d'un cours triplé en peu de temps, sur fond de stocks constitués par les spéculateurs pour profiter de subventions représentant 42 % du prix d'achat, et les autorités doivent prendre en main le marché dans toutes ses dimensions, exportation et distribution, tandis que le gouvernement des Indes anglaises réussit à stabiliser les cours en limitant les importations, jugées trop importantes, de riz birman.
Les exportations birmanes ont commencé aux environs de 1830. De 0,7 million de quintaux à cette époque, elles sont passées à 19 millions de quintaux en 1900, puis 20 millions de quintaux après la Première Guerre mondiale, dirigées pour plus des deux tiers vers les Indes anglaises et les pays de l'Extrême-Orient, qui réclament surtout des riz bon marché, le dernier tiers étant expédié vers l'Europe (Allemagne, Hollande, Royaume-Uni). En novembre 1920, le retour à la quasi-normale des prix du riz permet d'alléger les contrôles sur le riz birman un an plus tard, c'est même le retour à un marché entièrement libre, en décembre 1921, sous la pression des lobbys constitués dans la capitale birmane.
Tout le commerce du riz birman est dans les mains du « Bullenger Pool », une association de grandes sociétés rizicoles, constituée en 1921 à Londres, qui est très actif sur le marché allemand, où il a même installé une industrie de la rizerie à Hambourg. Le « Bullenger Pool » regroupe les quatre principaux exportateurs birmans, qui contrôlent un quart de l'offre de riz birman.

#### Des règles plus sévères sur le marché à terme américain en 1923
Alors que le marché à terme américain de Chicago avait été fermé en 1917, tout comme son homologue canadien de Winnipeg, de nouvelles mesures de contrôle sont prises six ans après. Le Congrès américain étend les mesures protectionnistes en 1922 par le Fordney-Mc Cumber Act, ensuite défendu sous la houlette du ministre de l'Agriculture américain de 1924 à 1928, William Jardine, qui rétablit sur le blé, le maïs, la viande, la laine, le sucre, des droits douaniers analogues à ceux de l'ancien tarif Payne. En 1923, le prix du blé s'enflamme, après avoir chuté pendant trois ans, et William Jardine, exige une enquête. Il apparaît que les spéculateurs du Chicago Board of Trade ont fait flamber les prix via une entente. Pour sauver leur indépendance, les 800 membres du Chicago Board of Trade devront prendre de sévères mesures : les mouvements des traders seront désormais publics et contrôlés via une nouvelle chambre de compensation.